# Goffredo Zehender

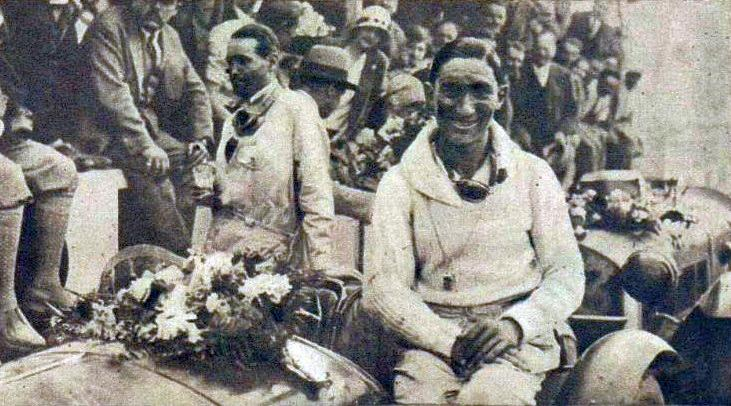
Goffredo Zehender (rechts) 1929

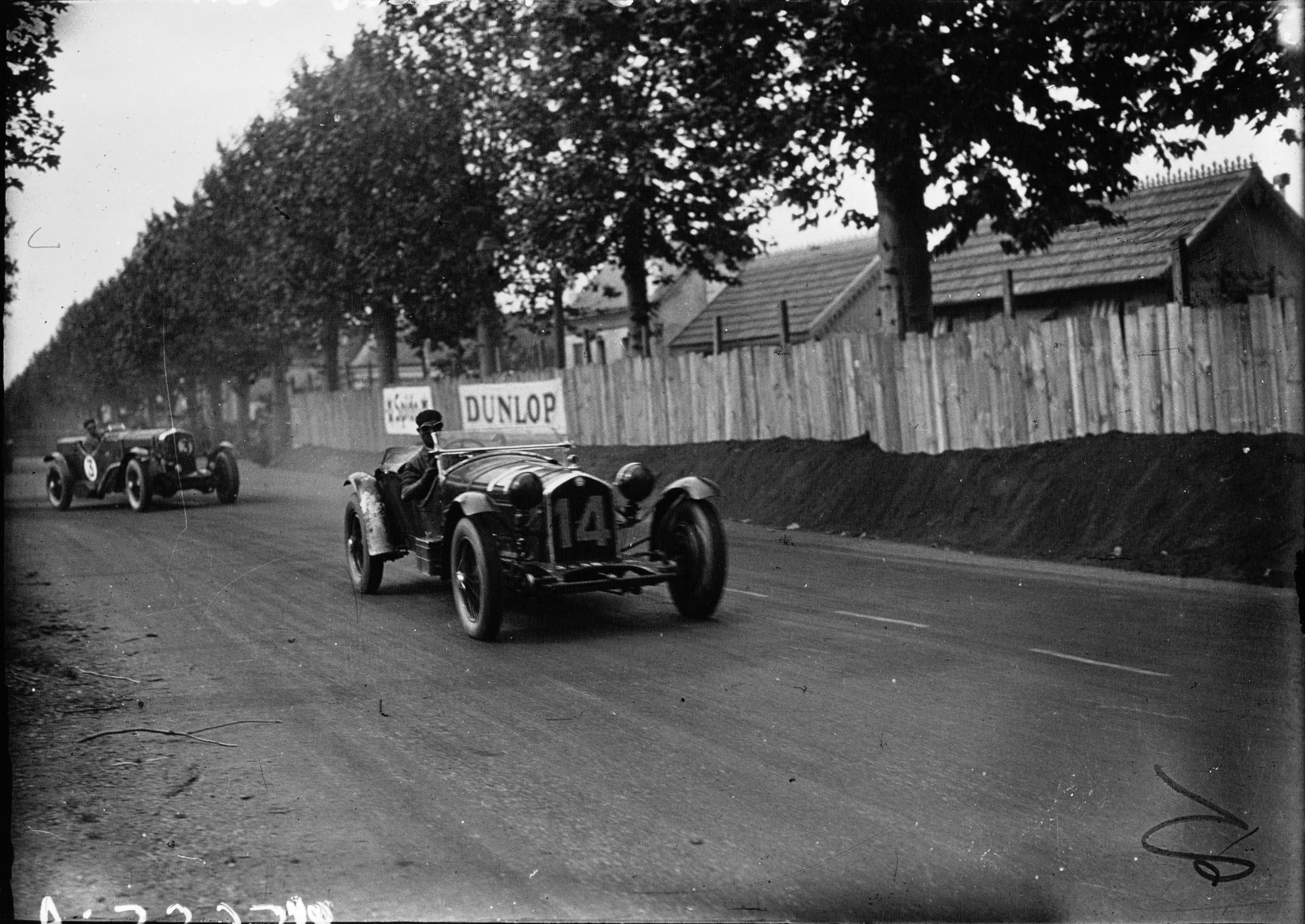
Der Alfa Romeo 8C 2300 von Goffredo Zehender und Attilio Marinoni 1931 in Le Mans

Conte Goffredo „Freddie“ Zehender (* 27. Februar 1901 in Reggio Calabria; † 7. Januar 1958 in Rom) war ein italienischer Automobilrennfahrer.

## Karriere

### Sportwagen
Die größten Erfolge im internationalen Motorsport erzielte Zehender, der auch an Grand-Prix-Rennen für Monoposto-Rennwagen teilnahm, bei Sportwagenrennen. Seinen ersten internationalen Auftritt hatte er 1925 beim 24-Stunden-Rennen von Spa-Francorchamps. Gemeinsam mit Giulio Foresti wurde er auf einem OM 665 Superba 19. in der Gesamtwertung und Dritter in seiner Wertungsklasse. 1927 fuhr er wieder in Spa und wurde diesmal Gesamtsechster. 1928 gab er sein Debüt beim 24-Stunden-Rennen von Le Mans auf einem Chrysler 72, fiel jedoch nach einem Kühlerschaden schon nach fünf Runden aus. In Spa, beim dortigen 24-Stunden-Rennen, erreichte er mit dem dritten Gesamtrang sein erstes Podium. Als Fahrzeug diente der wieder in Stand gesetzte Chrysler 72.
1929 wurde Zehender Werksfahrer bei Alfa Romeo. Beim legendären Dreifachsieg der italienischen Werksmannschaft beim 24-Stunden-Rennen von Spa-Francorchamps steuerte er seinen Alfa Romeo 6C 1750 SS mit Partner Louis Rigal an die dritte Stelle. Es folgten Siege beim Großen Preis von Guipozcoa und beim Circuit des Rouges Pavées und ein weiterer dritter Gesamtrang in Spa 1930.
1931 folgte dann nach drei Podien der Sieg in Spa, den er auf dem Mercedes-Benz SSK des im Exil lebenden russischen Prinzen Dimitri Djordjadze, der auch sein Teamkollege war, einfuhr. Zu diesem Zeitpunkt war Zehender schon als Grand-Prix-Pilot aktiv und seine Einsätze bei Sportwagenrennen wurden weniger. Seine letzten großen Rennen betritt er nach dem Zweiten Weltkrieg, bei der Mille Miglia 1953 und 1956 in Le Mans, wo er als Partner von Jean Lucas durch einen Unfall ausschied.

### Monoposto
Durch den Werksvertrag bei Alfa Romeo kam der Italiener 1929 auch mit dem Grand-Prix-Sport in Berührung und wurde ab 1930 zu einem regelmäßigen Starter bei Monoposto-Rennen. Beim Großen Preis von Tunesien 1933 wurde Zehender Dritter hinter Tazio Nuvolari und Baconin Borzacchini und im selben Jahr Sechster beim Großen Preis von Monaco, dort allerdings auf einem Maserati. Nach einigen Erfolgen für Maserati, so wurde er 1935 Dritter beim Großen Preis von Frankreich wurde er Ende 1935 von britischen Mercedes-Importeur als Demonstrationsfahrer verpflichtet. Dies führte in weiterer Folge zu einem Vertrag als Test- und Ersatzfahrer beim Mercedes-Benz-Werksteam unter der Führung von Alfred Neubauer. Zehender hatte jedoch nur wenige Renneinsätze; Seine einzige Platzierung war der fünfte Rang beim Großen Preis von Monaco 1937. 1939 trat er vom Grand-Prix-Sport zurück.

### Teamchef
Nach dem Ende des Zweiten Weltkriegs bestritt Zehender nur mehr sporadisch Sportwagenrennen und wurde Teamchef der Gruppo Inter. Diese war eine Rennmannschaft, die 1948 von den beiden Adeligen Prinz Igor Trubezkoi und Conte Bruno Sterzi gegründet wurde. Das Team mietete bei Enzo Ferrari drei Ferrari 166, um damit Rennen zu bestreiten. Ein erster Einsatz war die Mille Miglia 1948, wo Troubetzkoy und Sterzi die Wagen fuhren. Doch schon bald kam es zum Konflikt zwischen den Teameignern und dem Teamchef. Die Vereinbarung mit Ferrari sah vor, dass die drei Wagen von Ferrari gewartet und nur von der Gruppo Inter eingesetzt werden. Mit dem Wissen von Enzo Ferrari, aber ohne die Teambesitzer einzuweihen, vermietete Zehender die Wagen auch an andere Fahrer. Zehender wurde im Streit entlassen und die Gruppo Inter erwarb schließlich die drei Wagen. Zehender begann wieder Rennen zu fahren, war bis 1956 als Fahrer aktiv, und hatte damit eine der längsten Fahrerkarrieren im internationalen Motorsport.

## Statistik

### Le-Mans-Ergebnisse
| Jahr | Team                            | Fahrzeug               | Teamkollege      | Platzierung | Ausfallgrund     |
| ---- | ------------------------------- | ---------------------- | ---------------- | ----------- | ---------------- |
| 1928 | Grand Garage Saint-Didier Paris | Chrysler 72 Six        | Jacques Ledure   | Ausfall     | Kühler           |
| 1931 | Soc. Anon. Alfa Romeo           | Alfa Romeo 8C 2300 LM  | Attilio Marinoni | Ausfall     | Kraftübertragung |
| 1956 | Automobiles Talbot              | Talbot-Lago Sport 2500 | Jean Lucas       | Ausfall     | Unfall           |

### 24-St-Spa-Ergebnisse
| Jahr | Team                                | Fahrzeug                   | Teamkollege        | Platzierung | Ausfallgrund |
| ---- | ----------------------------------- | -------------------------- | ------------------ | ----------- | ------------ |
| 1925 | Società Anonima Officine Meccaniche | OM Tipo 665S Superba       | Giulio Foresti     | Rang 19     |              |
| 1927 | Automobiles Georges Irat SA         | Georges-Irat Type 4A Sport | Joseph Reinartz    | Rang 6      |              |
| 1928 | Grand Garage Saint-Didier Paris     | Chrysler 72 Six            | Jacques Ledure     | Rang 3      |              |
| 1929 | Soc. Anon. Alfa Romeo               | Alfa Romeo 6C 1750 SS      | Louis Rigal        | Rang 3      |              |
| 1930 | Soc. Anon. Alfa Romeo               | Alfa Romeo 6C 1750 SS      | Carlo Canavesi     | Rang 3      |              |
| 1931 | Dimitri Djordjadze                  | Mercedes-Benz SSK          | Dimitri Djordjadze | Gesamtsieg  |              |

### Einzelergebnisse in der Sportwagen-Weltmeisterschaft
| Saison | Team          | Rennwagen       | 1   | 2   | 3   | 4   | 5   | 6   | 7   |
| ------ | ------------- | --------------- | --- | --- | --- | --- | --- | --- | --- |
| 1953   | Aga Khan III. | Alfa Romeo 1900 | SEB | MIM | LEM | SPA | NÜR | RTT | CAP |
| 1953   | Aga Khan III. | Alfa Romeo 1900 | DNF |     |     |     |     |     |     |